# Ananas bracteatus

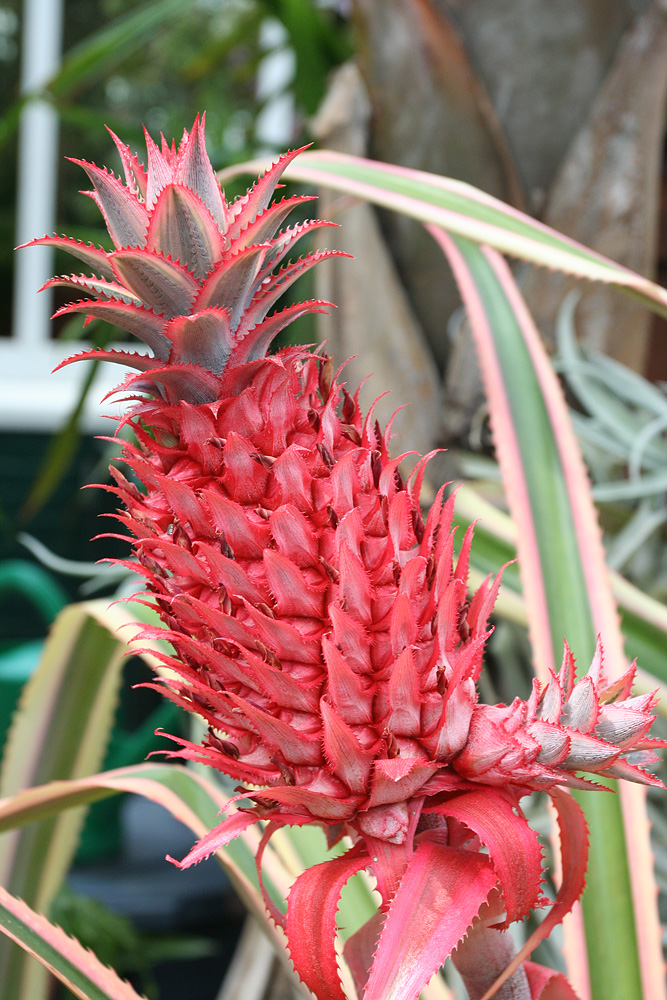
Ozdobný Ananas bracteatus var. 'tricolor'

Ananas bracteatus (syn. Ananas comosus var. bracteatus) je krátce vytrvalá, tropická bylina vysoká až 1 m s typickým ananasovitým ovocem. Je jedním z nemnoha druhů rodu ananasovník (Ananas) a pochází z jihoamerického území, ze severozápadní Argentiny, Bolívie, Paraguaye, Ekvádoru a jihu Brazílie, kde roste jako podrost opadavých lesů v pásu od mořského pobřeží až po nadmořskou výšku blízkou 500 m n. m. Má ovoce horší jakosti a jen málo se pěstuje na plantážích nebo mimo původní areál.

## Ekologie
Dobře roste ve výživné, na organické látky bohaté, vzdušné, dobře odvodněné a mírně kyselé (pH 5,5 - 6,5) půdě, jeho stanoviště může být jak na plném slunci, tak i ve stínu. Nejlépe mu vyhovuje teplota mezi +20 až +24 °C, jež by neměla klesat pod +14 °C. Spolehlivě přežívá delší období sucha, krátkodobě v suché půdě přečká zimní pokles teploty pod -2 °C, i když mnohdy za cenu ztráty několika listů. Pokles teploty ve vlhku způsobuje hnilobu kořenů. Rostlinu lze rozmnožovat z rozmnožovacích pupenů vyrůstajících na stonku nebo mezi listy, stejně jako z listové koruny na vrcholu plodenství.
Je monokarpickou rostlinou plodící jednou za život, po odplození usychá. Obvykle vykvete, bez umělé chemické iniciace, za 18 až 36 měsíců od výsadby a plodenství dozrává přibližně za šest měsíců po odkvětu. V tropickým podmínkách vykvétá spontánně, kdykoliv v průběhu roku.

## Popis
Rostlina bývá vysoká asi 90 cm, (při kvetení až 120 cm) a široká 90 až 120 cm a má jen krátký stonek zakončený listovou růžici. Ve spirále z ní rostou mečovité listy dlouhé až 1,5 m a široké 4 cm, které jsou mírně převisající, tuhé, kožovité, vláknité a po obvodě porostlé ostny zahnutými směrem ke konci listu. Listy jsou zbarvené tmavě zeleně nebo mají bílé či žluté podélně pruhy, rostliny pěstované na plném slunci mají někdy pruhy růžové, bylinám přeneseným ze stínu na slunce se zbarví listy růžově nebo červeně. Listy ani v zimě neopadávají.
Ze středu listové růžice vyrůstá hrubá, přímá lodyha dlouhá asi 50 cm, která je zakončena hlávkovitým květenstvím s mnoha drobnými, fialově purpurovými květy obklopenými červenými nebo růžovými ostnitými listeny. Oboupohlavný květ má po třech kališních i korunních lístcích, šest tyčinek ve dvou kruzích s prašníky pukající podélnými štěrbinami, gyneceum ze tří plodolistů, trojdílný semeník s mnoha vajíčky a čnělku s bliznou. Na vrcholu květenství vyrůstá hustý trs zelených listů. Lodyha se někdy u vrcholu větví a může mít dvě či tři květenství a následně i plodenství.
Plody vznikají bez vnějšího opylení a společně vytvářejí zdužnatělé, složené, hnědě růžové až šarlatové plodenství sestavené ze zralých semeníků, původní vřeteno květenství vytváří vnitřní zdřevnatělou osu plodenství a okvětní lístky tvoří jeho šestiúhelníkovitou strukturu povrchu. Plodenství je vejčitého tvaru, má tvrdou a voskovitou kůži, na vrcholu má chochol zelených listů a obvykle váží do 1 kg. Poživatelná, růžově žlutá dužina obsahuje semena, je vláknitá, málo šťavnatá a je méně chutná než komerčně pěstované ananasy druhu ananasovník chocholatý (Ananas comosus). Ovoce je chutné pouze v plné zralosti a po jejím dosažení se zakrátko kazí, proto se jen málo transportuje. Zralost se posuzuje poklepem, zralé ovoce má hutný zvuk; nezralé zní dutě.

## Význam
Ananas bracteatus je v místních poměrech využíván pro plodenství, která jsou ale v porovnání s obchodně pěstovanými druhy menší, mají vláknitou a méně šťavnatou dužinu a navíc se špatně skladují. Dále bývá v tropických oblastech pěstován jako okrasná rostlina nebo se z nich vytvářejí krátkodobé neprostupné živé ploty. V mírném pásmu se pěstuje též jako pokojová rostlina, nejčastěji barevná varieta Ananas bracteatus var. 'tricolor'. V Jižní Americe jsou z vláken listů vyráběny pevné sítě a provazy. Z lodyh se získává látka bromelain, jehož hlavní složkou jsou proteolytické enzymy a je často využívaný ve farmakologii a potravinářství.